# ぷちモン
『ぷちモン-Petit Monster-』（ぷちモン-プチ・モンスター-）とは、七瀬葵が『ウルトラジャンプ』（集英社）にて2001年9月号から2010年2月号まで連載していた漫画である。全81話、全10巻。
作者のスケジュールや体調により隔月連載となることが多かった。その休載の多さからか単行本の発行ペースは非常に遅く、2007年6月に第8巻が出て以降、長らく発行が止まってしまっている状態だったが、2011年2月に第9巻・第10巻（最終巻）が同時に発行され、単行本においてもようやく完結を迎えた。休載と作者の指向が相まって、ストーリーの進行が遅い作品でもある。

## ストーリー
主人公・メルティ・ベーグルは、兄のカスタード・ベーグルの影響で一流のクエスターを目指し、クエスターアカデミーに入学する。クエスターアカデミーの愉快な仲間と共に、クエスターとして成長していく。

## 登場人物
キャストはドラマCD版
メルティ・ベーグル
声 - 白石涼子　
マリス・ミーシャ
声 - 植田佳奈
カモミール・ジャスミン
声 - 野中藍
アオバ・ヤシマ
声 - 中原麻衣
水名瀬☆優希
声 - 新谷良子
クルミ・タカナシ
声 - 小林由美子
ニャム
声 - 辻あゆみ
レイナード
声 - 斎賀みつき
リンゴ
声 - 宮崎羽衣
ルル
声 - 清水愛
オリビア
声 - 豊口めぐみ
神崎アリス
声 - 松来未祐
ナターシャ
声 - 山口眞弓

## その他
- 他の七瀬葵作品同様可愛らしいタッチで描かれているが、連載当初は絵が荒かった。また、登場人物の殆どが13歳ということもあってか、割と低めの頭身で描かれている。
- 登場人物が非常に多いことが有名。ほぼ1話につき1人の頻度で新しいキャラクターが登場する。
- 同人作家らしい描写が多く組み込まれている。
- この作品のタイ語バージョンも発売されている[1]。

## 単行本
- 七瀬葵 『ぷちモン-Petit Monster-』 集英社 〈ヤングジャンプ・コミックス・ウルトラ〉、全10巻

1. 2003年6月9日発売 ISBN 978-4088764733
2. 2003年10月17日発売 ISBN 978-4088765228 初回限定版 フィギュア付き 2003年10月18日発売 ISBN 978-4089082058
3. 2004年5月19日発売 ISBN 978-4088766164 初回限定版 フィギュア付き 2004年3月31日発売 ISBN 978-4089082065
4. 2004年12月17日発売 ISBN 978-4088767314
5. 2005年6月17日発売 ISBN 978-4088768182
6. 2006年1月19日発売 ISBN 978-4088770314
7. 2006年8月18日発売 ISBN 978-4088771229
8. 2007年6月19日発売 ISBN 978-4088772721 ドラマCD付特装版 2007年6月19日発売 ISBN 978-4089080597
9. 2011年2月18日発売 ISBN 978-4088775210
10. 2011年2月18日発売 ISBN 978-4088791128

## ドラマCD
2007年5月18日発売、単行本1巻の内容をドラマ化